# 2618 Coonabarabran
2618 Coonabarabran (1979 MX2) là một tiểu hành tinh vành đai chính được phát hiện ngày 25 tháng 6 năm 1979 bởi Helin, E. F. và Bus, S. J. ở Siding Spring.